# مارسيلو تروتا
مارسيلو تروتا (بالإيطالية: Marcello Trotta) (29 سبتمبر 1992 بسانتا ماريا كابوا فيتيري في إيطاليا - ) هو لاعب كرة قدم إيطالي في مركز الهجوم. شارك مع منتخب إيطاليا تحت 16 سنة لكرة القدم ومنتخب إيطاليا تحت 18 سنة لكرة القدم ومنتخب إيطاليا تحت 19 سنة لكرة القدم ومنتخب إيطاليا تحت 20 سنة لكرة القدم ومنتخب إيطاليا تحت 21 سنة لكرة القدم. أما مع النوادي، فقد لعب مع مانشستر سيتي ونادي أفيلينو ونادي بارنسلي ونادي برينتفورد ونادي ساسولو ونادي فولهام ونادي واتفورد وويكمب وندررز.

## وصلات خارجية
- مارسيلو تروتا على موقع الاتحاد الأوربي (الإنجليزية)
- مارسيلو تروتا على موقع قاعدة بيانات كرة القدم.إي يو (الإنجليزية)
- مارسيلو تروتا على موقع Soccerbase.com (لاعب) (الإنجليزية)
- مارسيلو تروتا على موقع Soccerway.com (الإنجليزية)
- مارسيلو تروتا على موقع عالم كرة القدم.نت (الإنجليزية)
- مارسيلو تروتا على موقع AS.com (الإسبانية)